# Corneliagasthuis
Het Corneliagasthuis was een klein gasthuis in de stad Groningen. Het werd gesticht in 1854 door de katholieke familie Cremers. Het gasthuis is vernoemd naar Cornelia J. Tellegen-Cremers en werd daarom ook wel aangeduid met Tellegengasthuis.
Het Corneliagasthuis had zeven kamers voor katholieke behoeftige vrouwen en weduwen. Het pand (een rijksmonument) aan de Hardewikerstraat werd in 1984 gerestaureerd en is tegenwoordig een woonhuis.